# Операция «Римон 20»
Опера́ция «Римо́н 20» (ивр. רימון 20‎, араб. عملية ريمون 20‎, Операция «Гранат») — кодовое название воздушного боя израильских ВВС против советских лётчиков-истребителей, размещённых в Египте, состоявшегося в ходе Войны на истощение 30 июля 1970 года, в результате которого четыре советских истребителя МиГ-21 были сбиты израильскими истребителями F-4 Phantom и Mirage III.
По утверждениям израильских источников, результат столкновения привёл к заключению длительного перемирия между Египтом и Израилем (8 августа 1970 — октябрь 1973 года).

## Предшествующие события
Проиграв в 1967 году Шестидневную войну, президент Египта Гамаль Абдель Насер понимал, что в открытом бою ему не удастся справиться с израильской армией. Подвергая же Израиль постоянным атакам артиллерии, авиации, диверсионным нападениям, можно вынудить израильтян постоянно держать под ружьём серьёзное число резервистов, что, в конечном итоге, тяжело скажется на израильской экономике и сделает противника более уступчивым. В марте 1969 года им был отдан приказ о начале артобстрелов израильских позиций на восточном берегу Суэцкого канала.
У Египта были все шансы на успех в позиционной войне. У Израиля, помимо имевшегося в то время большого напряжения в экономике, общественное мнение всегда было и остаётся очень чувствительным к потерям в боевых действиях. Армия обороны Израиля традиционно сильна в быстрой манёвренной войне, а в данном случае ей навязывался другой тип конфликта — война на истощение.
Египетская артиллерия наносила существенный урон израильским укреплениям. В ответ на это израильская авиация, предприняв меры для подавления противовоздушного прикрытия артиллерийских батарей[какие?], стала отвечать налётами штурмовиков и бомбардировщиков. К началу лета 1969 года на Суэцком канале для прикрытия сухопутных войск в районах городов Порт-Саид, Исмаилия и Суэц были развернуто 7 дивизионов зенитно-ракетных комплексов С-75М, предоставленных Египту СССР. В течение пяти дней (с 20 по 24 июля 1969 года) израильская авиация поразила позиции шести из них. В результате этого группировка ПВО Египта в зоне канала фактически была уничтожена. Интенсивность обстрела израильских укреплений на восточном берегу Суэцкого канала упала.
Израиль, опираясь на высокую боеспособность своей армии и совершенную военную организацию, перенёс удары вглубь Египта. Используя маскирующие свойства рельефа местности, израильские самолёты летали на сверхмалых высотах (30—50 м), вне зон видимости РЛС, а зенитная артиллерия египтян и ракетные комплексы С-75, предназначенные для стрельбы по высотным целям, были не в состоянии их поражать.

### Роль СССР

Г. У. Дольников

Увидев израильские самолёты в небе Каира и понимая бессилие своих сил ПВО, Насер вынужден был обратиться к СССР с просьбой о создании «эффективного ракетного щита» против израильской авиации и посылке в Египет регулярных советских частей противовоздушной обороны и авиации. Он потребовал прислать средства ПВО вместе с обслуживающим их персоналом. Речь уже шла, как писал бывший посол СССР в ОАР В. М. Виноградов, — «не о советниках-учителях, а об армейских расчётах для ведения боевых действий». Эта просьба была удовлетворена. В Египет направили 32 тысячи советских солдат и офицеров:35.
Среди прочих воинских подразделений прибыла и авиационная группа под командованием генерал-майора авиации Г. У. Дольникова: 135-й истребительный авиационный полк (40 истребителей-перехватчиков МиГ-21МФ, 60 лётчиков, командир полковник К. Коротюк) и 35-я отдельная истребительная авиационная эскадрилья (30 истребителей МиГ-21МФ и МиГ-21РФ, 42 лётчика, командир полковник Ю. Настенко). Переброска истребителей МиГ-21 осуществлялась в разобранном виде самолётами Ан-12. Операция по доставке разобранных самолётов была проведена с соблюдением полной секретности и успешно завершена. Впоследствии она длительное время изучалась генеральными штабами и военно-учебными заведениями многих стран
Боевое дежурство группы началось 1 февраля 1970 года.

## Участие советской авиационной группы в боевых действиях

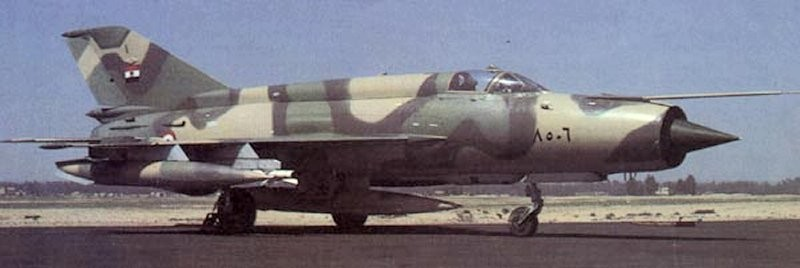
МиГ-21 ВВС Египта

135-й истребительный авиационный полк (106 иабр ВВС ОАР) квартировал на авиабазах Ком-Аушим и Бени-Суэф и был поставлен прикрывать Каир с юго-восточного направления, а промышленные объекты центральной части Египта и Асуанский гидроузел с северо-восточного, между Сохненской и Заафаранской долинами. Глубина боевых действий ограничивалась Суэцким заливом Красного моря.
35-я отдельная истребительная авиационная эскадрилья (108 иабр ВВС ОАР), разместившаяся на авиабазе Джанаклис, прикрывала ВМФ на побережье Средиземного моря и промышленные объекты северной части Египта от Порт-Саида до Мерса-Матрух и на юг до Каира. Самолёты несли опознавательные знаки и тактические номера, принятые в ВВС Египта. Советским лётчикам запретили пересекать Суэцкий канал, являвшийся границей разделения противоборствующих сторон.
Патрулирование советских лётчиков вынудило израильскую авиацию ограничить свои рейды прифронтовой зоной. Первая встреча советских и израильских пилотов закончилась мирно — противники разошлись, не решившись вступить в бой. Произошла она 13 апреля 1970 года. Аналогичным образом завершились встречи 18 и 29 апреля. К июню 1970 года советские лётчики имели уже более 100 боевых вылетов, но воздушных боёв не проводили:38. Хотя к этому времени авиация Израиля имела совершенно иной опыт и совершила более 10 тыс. вылетов: для нанесения ударов — 86,8 %, на воздушную разведку — 11,5 %, для ведения воздушных боёв — 1,7 %, армейское командование Израиля также предпочло избегать прямого противостояния. Но летом 1970 года боевые действия в зоне канала активизировались. Вовлечение в конфликт советских специалистов стало неизбежным. Первый случай боевого контакта зафиксирован 22 июня (или 25 июля) 1970 года. Пара МиГ-21 (лётчики Крапивин и Сальник), используя малую высоту, скрытно подошла к группе «Скайхоков», шедшей на Исмаилию, и поразила один из них ракетой Р-3С, но пилот Элияху Мор сумел дотянуть подбитый штурмовик до своей авиабазы, после посадки из за повреждений израильский самолёт был списан. Другой источник утверждает, что в этом бою израильский штурмовик был сбит и лётчик погиб:39.
27 июля 1970 года совместно с египтянами была предпринята попытка засады на израильские «Миражи». По плану, звено египетских МиГ-17 наносило удар по опорному пункту израильтян на восточном берегу канала, с целью спровоцировать истребители противника на преследование. Далее следовало заманить их на свою территорию, где в бой вводилось бы три звена советских МиГ-21. МиГ-17 нанесли удар в 12:00, поразив цель и ранив четырёх израильских солдат, но израильские истребители для отражения этого налёта даже не поднялись.
Египтяне повторили атаку в 16:45, снова поразив цель и ранив ещё трёх солдат. Задание практически было выполнено: четвёрка МиГ-17 капитана Махеру Касиме была атакована истребителями «Мираж» и смогла завлечь их на свою территорию, но задержка со взлётом советских истребителей позволила израильтянам сбить два египетских самолёта и спокойно уйти. Одно звено советских МиГ-21 успело выйти в район боя и наблюдало происходящее, запросив разрешение на атаку, но командование запретило ввязываться в бой, пока не поднимутся два других звена. Оба египетских лётчика катапультировались удачно.

## Планирование ответных действий оперативным отделом израильских ВВС

### Имеющиеся средства
Израильское военное командование приняло решение нанести удар по советской воздушной группировке. Хаим Бар-Лев, служивший в то время Начальником генштаба, комментировал:

Решено было нанести удар по русским, чтобы урон их был реальным, а не только теоретическим. И желание это было вызвано их поведением: они пытались перехватить наши самолёты и даже нанести им урон.

Командующий ВВС генерал Мордехай Ход поручил полковнику Давиду Порату из оперативного отдела подготовить план операции. Цель её заключалась в том, чтобы заманить советские самолёты в ловушку, а затем уничтожить их небольшими силами.
У израильских ВВС имелись два истребителя «Мираж» в модификации самолёта-разведчика, которые не несли на себе вооружения, а предназначались для проведения аэрофотосъемки. 18 апреля 1970 года они вылетели на разведку и аэросъёмку территории Египта. Советские лётчики попытались перехватить их, поэтому такие разведывательные полёты были прекращены. По замыслу Пората, следовало использовать два истребителя «Мираж», которые имитировали бы полёт самолётов-разведчиков. Для достижения цели воздушное оперативное соединение, которое должно было участвовать в операции, было разделено на две группы: демонстративную и ударную. В демонстративную группу вошли два истребителя «Мираж». Они обязаны были лететь на большой высоте, используя методику полёта разведывательных самолётов. Ударной группе из восьми «Миражей» следовало идти за демонстративной группой на бреющем полёте. Демонстративная группа вводила бы противника в заблуждение относительно истинных замыслов операции, а ударная группа должна была уничтожить советские самолёты.

### План операции
Операцию планировалось провести в три этапа. На первом этапе пара многоцелевых истребителей «Фантом» наносила отвлекающий удар по объекту на Суэцком канале. За ними выдвигались демонстративная и ударная группы, рассредоточенные в боевой порядок по высоте и глубине. При разработке операции учитывалась психология советских лётчиков. Они отличались смелостью, но имели завышенную самооценку. Демонстративная группа использовалась в качестве приманки, которую, по замыслу операции, советские лётчики должны были попытаться уничтожить. При подлёте советских самолётов к демонстративной группе ей следовало, развернувшись на 180° и имитировав бегство, подставить «МиГи» под огонь ударной группы. При сближении демонстративной группы с ударной группой начинался второй этап операции. Демонстративная группа разворачивалась и наносила вспомогательный удар по советским самолётам. На третьем этапе наносился главный удар силами ударной группы, подошедшей к противнику на бреющем полёте.
Генерал Ход утвердил план операции, но увеличил демонстративную группу до четырёх самолётов «Мираж». Возможности ударной группы по ведению воздушного боя были расширены путём введения в боевой порядок истребителей различных типов. Ударная группа теперь состояла из четырёх относительно лёгких, манёвренных «Миражей» и четырёх тяжёлых «Фантомов», имеющих мощное ракетное вооружение. Для проведения операции были отобраны десять лучших лётчиков, имевших на общем счету около 60 побед в воздушных боях. В операции задействовались также два лётчика, которые летали на разведывательных «Миражах». Их голоса были знакомы советским операторам, осуществлявшим прослушивание переговоров. Штабом ВВС была осуществлена система оперативно-организационных подготовительных мероприятий, собрана масса разведывательной информации, велась тщательная подготовка радиотехнического и электронного обеспечения операции.

## Ход операции

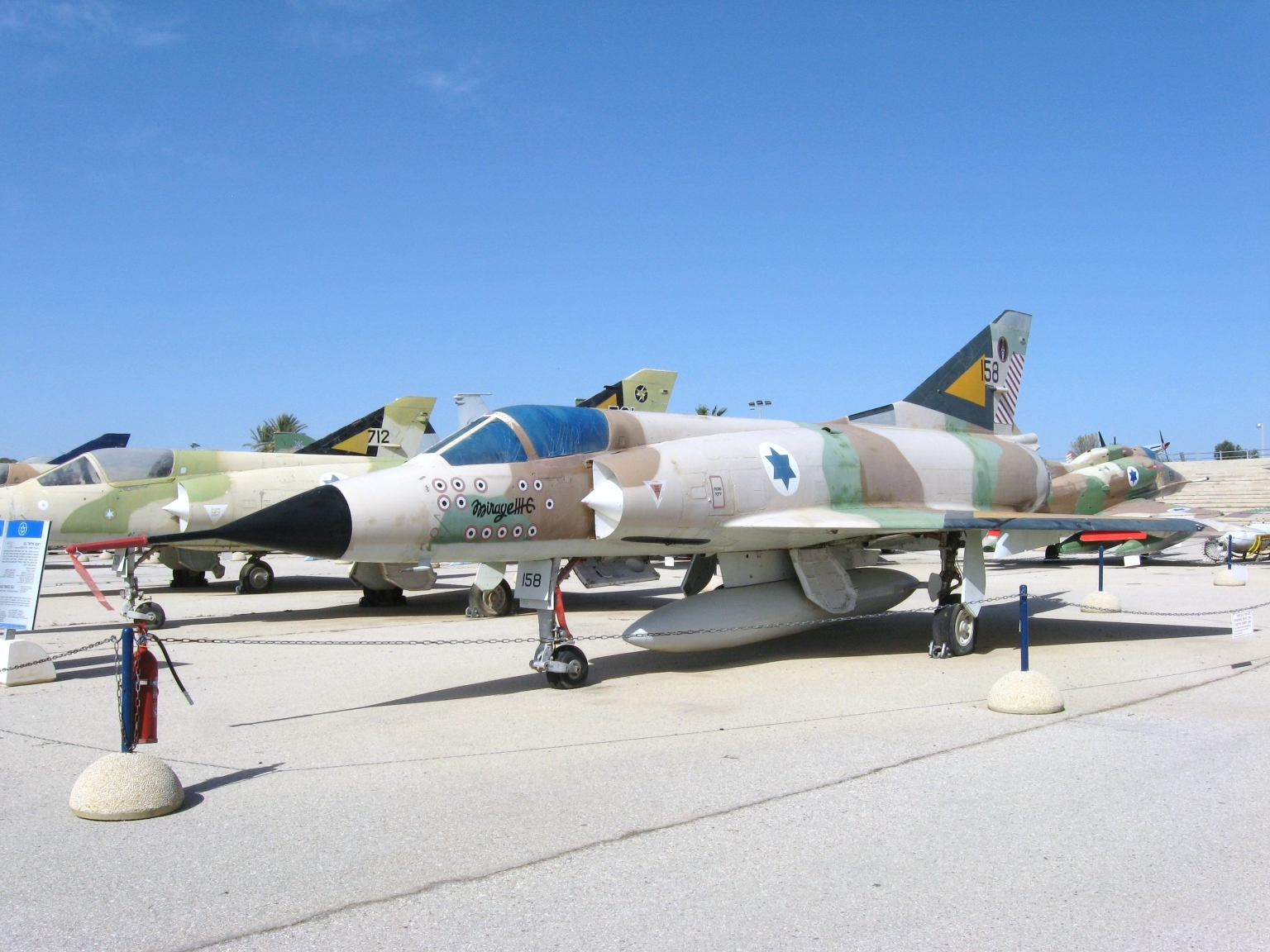
Mirage IIIC ВВС Израиля в музее Хацери́м

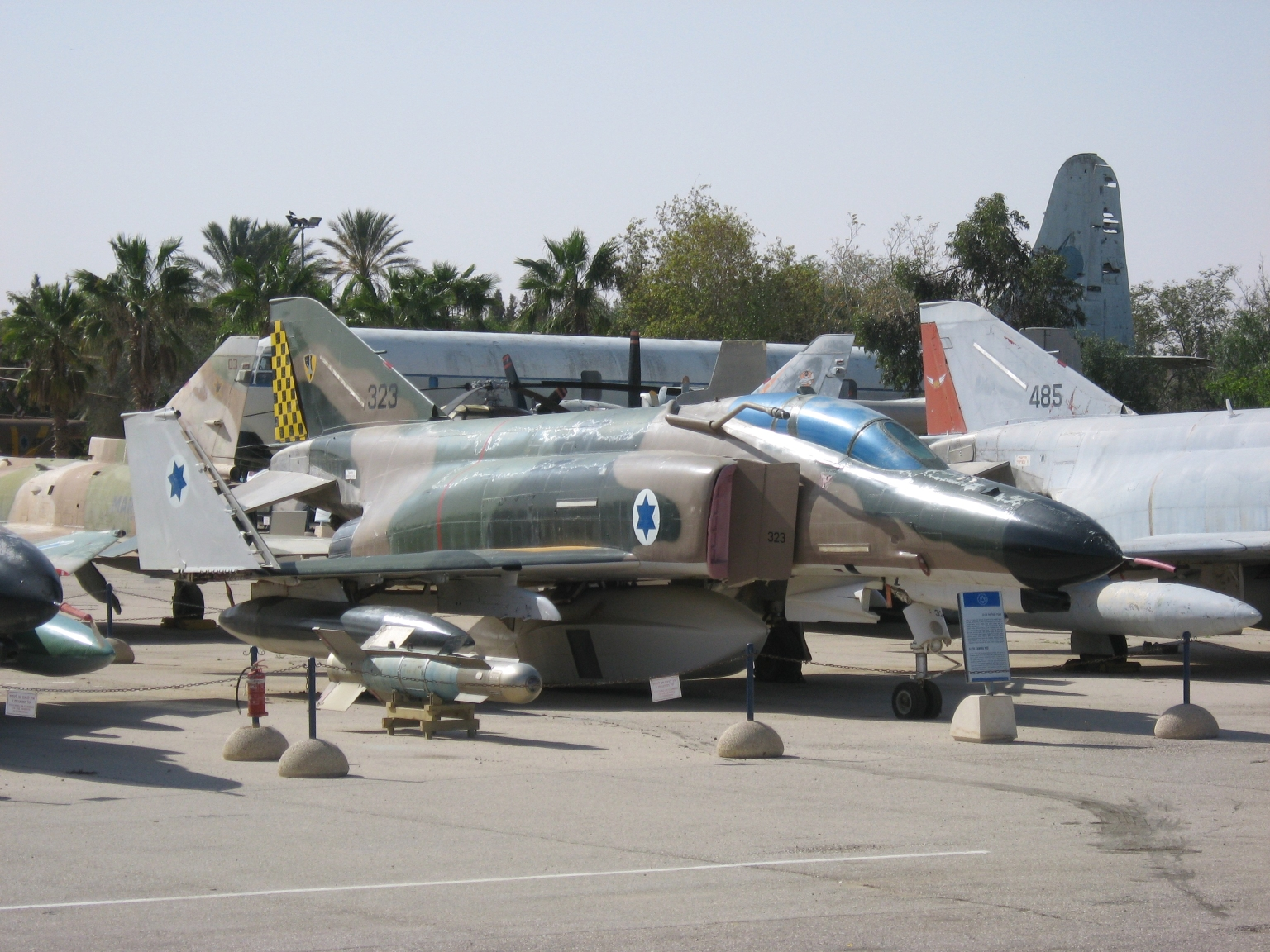
F-4E Phantom II ВВС Израиля в музее Хацери́м

Израильским командованием было принято решение провести операцию 30 июля 1970 года.
Около полудня пара «Фантомов» атаковала РЛС обнаружения в Сохне на западном берегу Суэцкого канала. Четвёрка «Миражей» на предельной высоте двинулась в глубь египетской территории. Следом, на бреющем полёте вылетела вторая четвёрка «Миражей» и четвёрка «Фантомов» под командованием Авиху Бин-Нуна.
Первая четвёрка «Миражей» (демонстративная группа) летела по парам очень близко друг к другу. На экранах советских радаров светились лишь две точки. В эфир выходили только два лётчика, летавших ранее на разведывательных «Миражах», голоса которых были известны местным радистам. Операторы радаров приняли четвёрку истребителей за два разведывательных «Миража». На выносном командном пункте «Бир-Арейда» в это время находился начштаба ВВС Египта генерал Мубарак и советник командующего ВВС Египта, командующий советской авиационной группой генерал-майор авиации Дольников. Мубарак предупредил Дольникова, что израильтяне заманивают советских лётчиков в ловушку, но тот считал, что два разведывательных «Миража», не имеющих вооружения, станут легкой добычей. Дольников помнил, что 18 апреля самолёты-разведчики ушли от «МиГов». Он приказал поднять в небо двадцать «МиГов», чтобы отрезать «Миражам» пути к отступлению. С египетского аэродрома в Бени-Суэйф (180 км южнее Каира) поднялись две четвёрки «МиГов» под командованием капитана Юрченко. Ещё две четвёрки «МиГов» под командованием капитана Каменева взлетели с аэродрома Ком-Аушим (120 км на юго-восток от Каира), пятая четвёрка поднялась с аэродрома в Катамие.
Три группы «МиГов» приближались к звену «Миражей» на встречных курсах. Восьмёрка «МиГов» под командой капитана Юрченко сблизилась с демонстративной группой, но «Миражи» неожиданно развернулись на 180°, а к команде преследователей присоединилась восьмёрка «МиГов» под командованием капитана Каменева. Шестнадцать «МиГов» летели за демонстративным звеном «Миражей», имея огромное преимущество. Когда ударная группа заняла выгодную позицию для нанесения главного удара, Мордехай Ход отдал приказ демонстративной группе нанести по «МиГам» вспомогательный удар. Две пары «Миражей» разошлись в стороны, сбросили подвесные баки с горючим, развернулись и, заняв боевой порядок, начали сближаться с «МиГами».
Советские лётчики вместо двух разведывательных самолётов неожиданно обнаружили четвёрку «Миражей». Правильно сориентировавшийся в обстановке капитан Юрченко доложил на командный пункт: «Вижу четвёрку истребителей». Генерал Дольников отдал приказ на уничтожение «Миражей», но советские лётчики не услышали эту команду — в 14:20 израильтяне включили радиопомехи и забили советскую линию связи. Советские лётчики вдруг обнаружили, что они окружены восемью «Миражами» и блокированы сверху четвёркой «Фантомов». В этот момент четвёрка «Миражей» нанесла ракетный удар.
Генерал Ход ввёл в бой ударную группу, шедшую на бреющем полёте. Четвёрка «Миражей» взмыла вверх, открыв огонь из пушек. Переключившись на запасную радиочастоту, советские пилоты начали маневрировать, чтобы уйти от огневого удара. Но вверх взмыла четвёрка «Фантомов», которые произвели ракетную атаку при наборе высоты.
Первый «МиГ» был сбит пушечным огнём «Миража», следующий — ракетой «Спэрроу», пущенной Авиху Бин-Нуном.
Ашер Снир сбил «МиГ» ракетой на высоте 10 тысяч метров. Пилот сбитого «МиГа» катапультировался. Но Снир увлёкся погоней и не заметил атакующий его сзади самолёт капитана Владимира Ивлева. Ракета Р-3С повредила «Мираж», Снир вышел из боя и сумел сесть в Рефидим. После возрастания потерь Дольников отдал команду лётчикам оторваться от израильтян, и советские лётчики стали выходить из боя.
Бой длился 6 минут, за которые было сбито 4 советских самолёта. Три пилота погибли в бою:
- Журавлёв Владимир Александрович — капитан, старший летчик. Награжден (посмертно) орденом Красного Знамени и египетским орденом «Звезда воинской доблести».
- Юрченко Николай Петрович — капитан, командир звена. Награжден (посмертно) орденом Красного Знамени и египетским орденом «Звезда воинской доблести».
- Яковлев Евгений Герасимович — капитан, командир звена. Награжден (посмертно) орденом Красного Знамени и египетским орденом «Звезда воинской доблести».

Четвертый пилот капитан Сыркин катапультировался и был чуть не убит арабскими солдатами, ещё один самолёт, который ранее считался сбитым, советский пилот капитан Макара сумел посадить в аэропорту «Каир-Вест». В 14:26 Мордехай Ход запретил преследовать «МиГи» и приказал израильским лётчикам вернуться на базу:40—41.
Четвёрка (Саранин, Васильев, Мазур, Супрун) взлетела после старта четвёрки Юрченко через три минуты и прибыла к месту боя, где уже никого не было, и виднелись только три дыма от упавших самолётов.

## Последующие события

П. С. Кутахов

1 августа 1970 года в Каир прилетел командующий ВВС СССР маршал Павел Кутахов. Он назначил расследование обстоятельств вооружённого столкновения с противником. 2 августа Кутахов отдал приказ о прекращении полётов советских лётчиков в зоне Суэцкого канала. Маршал запретил своим пилотам вступать в бой с израильскими истребителями.
Руководство СССР уведомило египетскую сторону, что далее не может оказывать помощь египетскому правительству в обеспечении неприкосновенности египетских воздушных рубежей. Насер не мог продолжать вооружённый конфликт с Израилем без полноценной посторонней помощи и вынужден был согласиться на прекращение огня, вступившее в силу в полночь с 7 на 8 августа 1970 года. Перемирие продержалось (не считая нескольких эксцессов) до октября 1973 года.
Спустя девять лет после этого столкновения, в одном из мирных переговоров между Израилем и Египтом, состоялась встреча между Эзером Вейцманом и президентом Египта Хосни Мубараком, который в 1970 году был командиром египетских ВВС. Мубарак рассказал Вейцману, что во второй половине дня 30 июля 1970 года он был на наблюдательном пункте египетских ВВС и наблюдал в режиме реального времени за воздушным сражением. Мубарак так описал отношение египетских военных к этому бою:
Мы знали, что израильтяне скрывают ловушку для русских, но мы злились на русских, которые всё время говорили нам, что мы не знаем, как летать и маневрировать, и мы сказали себе, что надо позволить русским пройти нужную школу.

## Лётчики, участвовавшие в сражении

### Со стороны Израиля
| Имя                             | Авиасоединение | Тип самолёта    |
| ------------------------------- | -------------- | --------------- |
| Амос Амир                       | 119-я эск.     | Mirage IIIC     |
| Ашер Снир                       | 119-я эск.     | Mirage IIIC     |
| Авраам Шалмон                   | 119-я эск.     | Mirage IIIC     |
| Ави Гилад                       | 119-я эск.     | Mirage IIIC     |
| Ури Эвен-Нир                    | 117-я эск.     | Mirage IIIC     |
| Итамар Нойнер                   | 117-я эск.     | Mirage IIIC     |
| Йехуда Корен                    | 117-я эск.     | Mirage IIIC     |
| Яаков (Коби) Рихтер             | 117-я эск.     | Mirage IIIC     |
| Ифтах Спектор                   | 101-я эск.     | Mirage IIIC     |
| Михаэль Цук                     | 101-я эск.     | Mirage IIIC     |
| Исраэль Бахарав                 | 101-я эск.     | Mirage IIIC     |
| Гиора Рам                       | 101-я эск.     | Mirage IIIC     |
| Авиху Бин-Нун/Шауль Леви        | 69-я эск.      | F-4E Phantom II |
| Авиам Села/Реувен Решеф (Фишер) | 69-я эск.      | F-4E Phantom II |
| Эхуд Хенкин/                    | 69-я эск.      | F-4E Phantom II |
| Ури Гиль/Исраэль Парнас         | 69-я эск.      | F-4E Phantom II |

### Со стороны СССР
| Имя                               | Авиасоединение   | Тип самолёта |
| --------------------------------- | ---------------- | ------------ |
| Николай Петрович Юрченко          | 2-я эск. 135 ИАП | МиГ-21       |
| Павел Фёдорович Макара            | 2-я эск. 135 ИАП | МиГ-21       |
| Евгений Герасимович Яковлев       | 2-я эск. 135 ИАП | МиГ-21       |
| Сергей Архипович Сыркин           | 2-я эск. 135 ИАП | МиГ-21       |
| Евгений Андреевич Камнев          | 3-я эск. 135 ИАП | МиГ-21       |
| Владимир Александрович Журавлёв   | 3-я эск. 135 ИАП | МиГ-21       |
| Виталий Фёдорович Саранин         | 2-я эск. 135 ИАП | МиГ-21       |
| Владимир Фёдорович Васильев       | 2-я эск. 135 ИАП | МиГ-21       |
| Сергей Васильевич Мазур (капитан) | 2-я эск. 135 ИАП | МиГ-21       |
| В. Супрун                         | 2-я эск. 135 ИАП | МиГ-21       |
|                                   |                  | МиГ-21       |
|                                   |                  | МиГ-21       |
|                                   |                  | МиГ-21       |
|                                   |                  | МиГ-21       |
|                                   |                  | МиГ-21       |
|                                   |                  | МиГ-21       |
|                                   |                  | МиГ-21       |
|                                   |                  | МиГ-21       |
|                                   |                  | МиГ-21       |
|                                   |                  | МиГ-21       |
|                                   |                  | МиГ-21       |
|                                   |                  | МиГ-21       |
|                                   |                  | МиГ-21       |
|                                   |                  | МиГ-21       |

В бою 30 июля 1970 года погибли:
- Журавлёв Владимир Александрович — капитан, старший лётчик. Награждён (посмертно) орденом Красного Знамени и египетским орденом «Звезда воинской доблести».
- Юрченко Николай Петрович — капитан, командир звена. Награждён (посмертно) орденом Красного Знамени и египетским орденом «Звезда воинской доблести».
- Яковлев Евгений Герасимович — капитан, командир звена. Награждён (посмертно) орденом Красного Знамени и египетским орденом «Звезда воинской доблести».

Согласно А. Окорокову, «как погиб капитан Каменев, в точности неизвестно». По другим данным, самолёт Каменева вообще не был поражён в бою.